# Список керівників держав 980 року
Список керівників держав 979 року — 980 рік — Список керівників держав 981 року — Список керівників держав за роками

## Європа

### Британські острови
- Шотландія:
  - Альба (королівство) — Кеннет II, король (971–995)
- Англія — Етельред II Нерозумний, король (978–1013, 1014–1016)
- Уельс:
  - Гвент — Артвайл ап Ноуї, король (970–983)
  - Дехейбарт — Оуен ап Хівел, король (950–987)
  - Гвінед — Хівел ап Йейав, король (974–985)
  - Глівісінг — Ідваллон ап Морган, король (974–990)

### Північна Європа
- Данія — Гаральд I Синьозубий, король (958–986/987)
- Ірландія — Домналл Ва Нейлл, верховний король (956–980); Маел Сехнайлл мак Домнайлл, верховний король (980-1022)
- Норвегія — Гаральд I Синьозубий, король (970–986); Гакон Могутній, ярл (975–995)
- Швеція — Ерік VI, король (970–995)

### Західне Франкське королівство—Лотар, король (954–986)
- Аквітанське герцогство — Ґійом IV Залізнорукий, герцог (963–995)
- Ангулемське графство — Арно II Манцер, граф (975–988)
- Гасконське герцогство — Ґійом II Санше, герцог (961–996)
- Готія — Раймунд III, маркіз, граф Руерга (бл. 961–1008)
- Ампуріас — Госфред I, граф (931–991)
- Барселонське графство — Боррель II, граф (947–992)
- Руссільйонське графство — Госфред I, граф (931–991)
- Каркассон — Роже I (бл. 957—бл. 1012)
- Тулузьке графство — Гійом III Тайлефер, граф (бл. 978–1037)
- Руерг — Раймунд III, граф (бл. 961–1008)
- Нант — Хоель I, граф (958–981)
- Нейстрійська марка — Гуго Капет, маркіз (956–987)
- Нормандське герцогство — Річард I Безстрашний, герцог (942–996)
- Труа і Мо — Герберт II де Вермандуа, граф (966–995)
- Шалон — Гуго I, граф (979–1039)
- Фландрське графство — Арнульф II, граф (965–987)

### Священна Римська імперія— Оттон II Рудий, імператор (973–983)
- Баварія — Оттон I Швабський, герцог (976–982)
- Саксонія — Бернхард I, герцог (973–1011)
- Швабське герцогство — Оттон I, герцог (973–982)
- Іврейська марка — маркграф Конрад (970 — бл. 990)
- Лужицька (Саксонска Східна) марка — Одо I, маркграф (965–993)
- Мейсенська марка — без маркграфа до 981 року
- Північна марка — Дітріх фон Хальденслебен, маркграф (965–985)
- Сполето — Пандульф I Залізна Голова, герцог (967–981)
- Тосканська марка — Уго I, маркграф (962–1001)
- Богемія (Чехія) — Болеслав II Благочестивий, князь (бл. 967–999)
- Штирія (Карантанська марка) — Маркварт, маркграф (970–1000)
- Верхня Лотарингія — Тьєррі I, герцог (978–1026)
- Нижня Лотарингія — Карл I, герцог (977–991)
- Ено (Геннегау) — Готфрід I, граф (974–998)
- Намюр (графство) — Альберт I, граф (бл. 974 — бл. 1011)
- Люксембурзьке графство — Зіґфрід, граф (963–998)
- Голландське графство — Дірк II, граф (928/949—988)
- Бургундське королівство (Арелат) — Конрад I Тихий, король (937–993)
  - Прованське графство — Ротбальд II, граф (бл. 966–993); Гійом I, граф (бл. 966–993)

### ЦентральнатаСхідна Європа
- Болгарське царство — Роман II, цар (977–997)
- Польща — Мешко I, князь (960–992)
- Угорщина — Геза, князь (надьфейеделем) (972–997)
- Хорватія — Степан Држислав, король (969–997)
- Київська Русь — Володимир Святославич, великий князь (979–1015)
- Волзька Болгарія — Мумін ібн Ахмад, хан (976—985/988)

### Іспанія,Португалія
- Леонське королівство — Раміро III, король (966–984)
  - Кастильське королівство — Фернан Гонсалес, граф (945–970); Гарсія Фернандес, граф (970–995)
- Кордовський халіфат — Хішам II, халіф (976–1009, 1010–1013)
- Наваррське королівство (Памплона) — Санчо II Абарка, король (970–994)
- Графство Портукале — Гонсалу I Мендіш, граф (950–997)

### Італія
- Венеційська республіка — Трибуно Меммо, дож (979–991)
- Князівство Беневентське і Капуя — Ландульф IV, князь (968–981)
- Салерно — Пандульф I Залізна Голова, князь (977–981)
- Неаполітанський дукат — Марин II, герцог (968–992)
- Папська держава — Бенедикт VII, папа римський (974–983)
- Сицилійський емірат — Абу-л-Касим Алі ібн Хасан, емір (969–982)

### Візантійська імперія
- Візантійська імперія — Василій II Болгаробійця, імператор (963, 976–1025)

## Азія

### Західна Азія
- Аббасидський халіфат — Абу Бакр ат-Таї, халіф (974–991)
  - Буїди: Джибал, емір; Керман і Фарс — Адуд ад-Даула, емір (949–983)
  - Хамданіди (Ірак, Сирія) — (Аль-Джазіра), емір; Саад ад-Даула (Алеппо), емір (967–991)
- Ємен:
  - Зіядіди — Абу'л-Яш Ісхак ібн Ібрагім, емір (904–981)
  - Яфуриди — Абдаллах ібн Кахтан ібн Мухаммад II, імам (963–997)
- Кавказ:
  - Абхазьке царство — Баграт III, цар (978–1014)
  - Вірменія (Анійське царство) — Смбат II, цар (977–989)
  - Тао-Кларджеті  — Баграт II Регвені, цар (958–994)
  - Кахетія — Давид, князь (976–1010)
  - Тбіліський емірат — Джаффар II бен Мансур, емір (952–981)

### Центральна Азія
- Персія:
  - Зіяриди — Кабус ібн Вушмгір, емір (978–981, 998–1012)
  - Табаристан — Дара, іспахбад (965–985)
- Середня Азія:
  - Саманідська держава (Бухара) — Нух II, емір (976–997)
  - Караханідська держава — Алі Арслан-хан, хан (970–998)

### Південна Азія
- Індія:
  - Венгі— Східні Чалук'я — Джата Чода Бхіма, магараджа (973–999/1000)
  - Гуджара-Пратіхари — Віджаяпала, магараджа (956–989)
  - Західні Ганги — Рашамалла IV Сатьявакья, магараджа (975–986)
  - Імперія Пала — Віграхапала II, магараджа (960–988)
  - Кашмір — Бхімагупта (972–980), магараджа; Дідда, цариця (980–1003)
  - Парамара (Малава) — Вакпатіраджа II, магараджа (974–995)
  - Раштракути — Індрараджа IV, магараджахіраджа (973–982)
  - Харікела (династія Чандра) — Кальяначандра, магараджахіраджа (бл. 975 — бл. 1000)
  - Чола — Уттама Чола, імператор (970–985)
  - Ядави (Сеунадеша) — Дхадіяппа II, магараджа (970–985)

### Південно-Східна Азія
- Кхмерська імперія — Джаяварман V, імператор (968–1001)
- Бан Пха Лао (Чиангсен) — Лао Кін, кхун (966–986)
- Мианг Сва — Кхоа, кхун (бл. 960–980)
- Далі (держава) — Дуань Сушунь, король (968–985)
- Паган — Н'яунг-у Саврахан, король (956–1001)
- Чампа — Парамесвараварман I, князь (965–982)
- Індонезія:
  - Матарам — Шрі Ісіяна Тунггавійя, шрі-магараджа (947–985)
  - Сунда — Прабу Ягірі Ракеян, король (973–989)
  - Шривіджая — Шрі Удаядітіаварман, шрі-магараджа (бл. 960 — бл. 988)

### Східна Азія
- Японія — Ен'ю, імператор (969–984)
- Китай (Імперія Сун) — Тай-цзун, імператор (976–997)
- Корея:
  - Корьо — Кьонджон, ван (975–981)
  - Дундань — Єлюй Сянь (959—982)

## Африка
- Аксум (Ефіопія) — Іан Сеюм, імператор (959–999)
- Зіріди — Юсуф Булуггін ібн Зірі, емір (972–984)
- Імперія Гао — Нін Тафай, дья (бл. 970 — бл. 990)
- Фатімідський халіфат — аль-Азіз Біллах, халіф (975–996)
- Магриб — Хасан ібн Касим, халіф (954–974, 975–985)
- Канем — Хайома, маї (961–1019)